# Matea Parlov Koštro

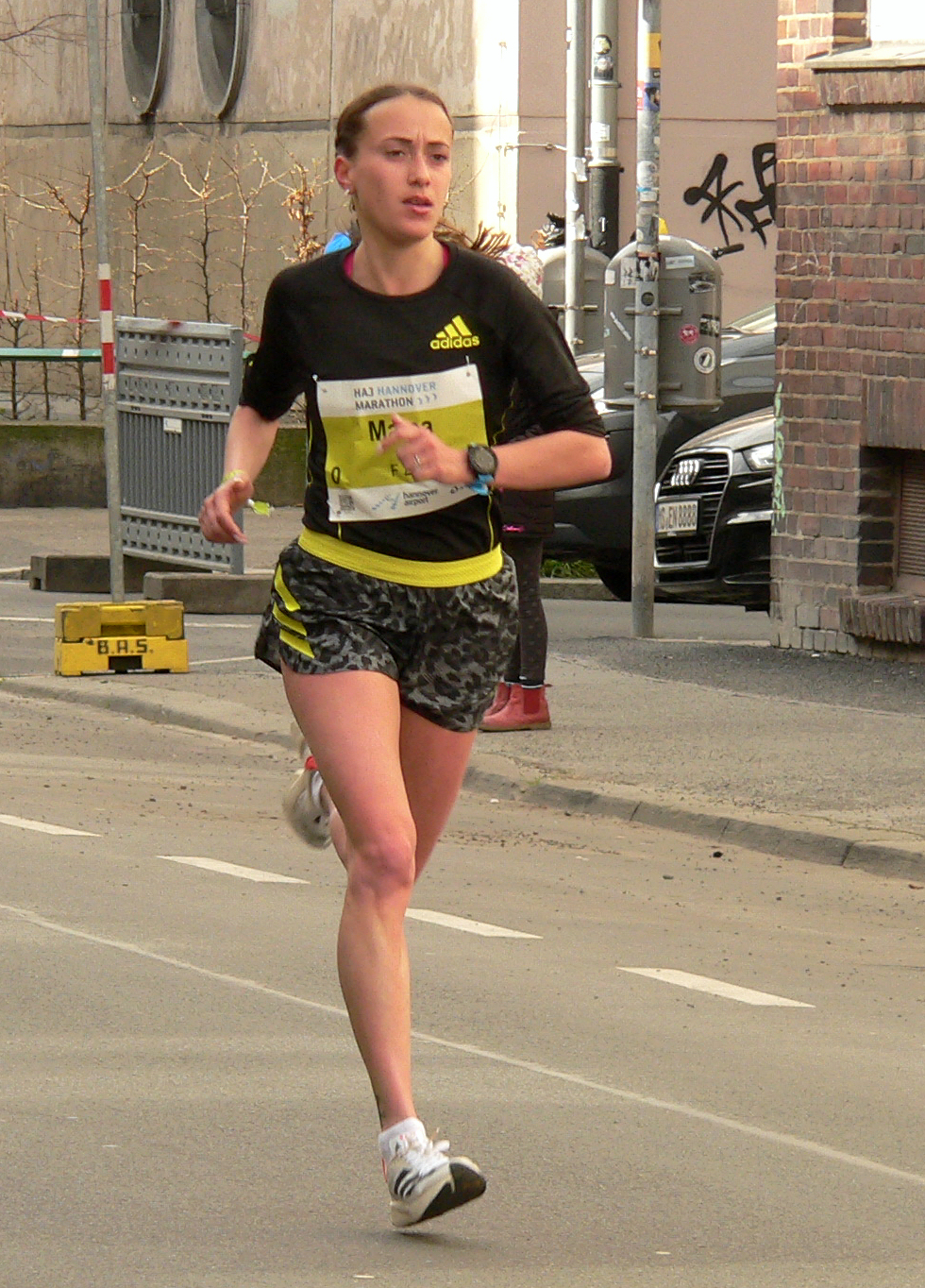
Matea Parlov Koštro beim Hannover-Marathon, 2022

Matea Parlov Koštro (* 2. Juni 1992 in Zagreb) ist eine kroatische Langstreckenläuferin, die sich auf die Marathondistanz spezialisiert hat. 
Bei den Leichtathletik-Weltmeisterschaften 2019 in Doha (Katar) nahm sie am Frauen-Marathon teil, ohne das Rennen zu beenden. Bei den Olympischen Sommerspielen 2020 in Tokio (Japan) belegte sie im Marathon der Frauen den 21. Platz. Im Marathon der Frauen bei den Leichtathletik-Europameisterschaften 2022 in München wurde sie Vizeeuropameisterin. 2022 kam sie beim Hannover-Marathon auf den dritten Platz. Im Folgejahr 2023 siegte sie in Hannover und stellte mit 2:25:45 h einen neuen Streckenrekord auf. Damit lag sie fast drei Minuten unter ihrer bisherigen Bestleistung und qualifizierte sich für die Teilnahme an den Olympischen Sommerspielen 2024 in Paris.